# Esposizione internazionale di Barletta

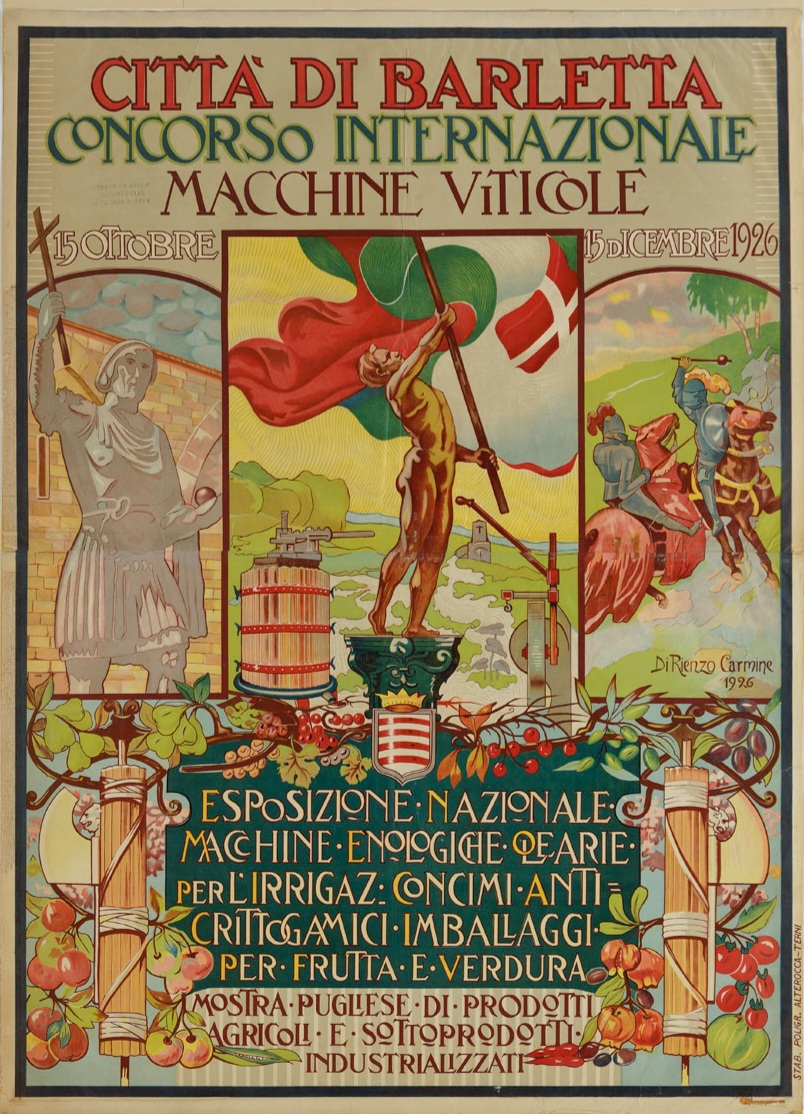
Manifesto pubblicitario della mostra di Carmine Di Rienzo

L'Esposizione internazionale di Barletta del 1926 è stata la prima fiera moderna della Puglia, antesignana della Fiera del Levante del 1930.

## Storia
L'esposizione fu una mostra di prodotti agricoli svoltasi nel 1926 nella Cantina Sperimentale di Barletta, per fornire una vetrina al sistema agricolo pugliese, nel pieno della rilettura fascista delle fiere, quali mezzi di propaganda per il regime in patria e all'estero. 
Fu ideata dal nonno di Alfredo Reichlin, Pietro Reiclin, in quel periodo podestà della città, che vide nella fiera l'occasione dare risalto al sistema produttivo del nord barese, che vedeva in Barletta il capoluogo dell'area. 
La città poi era sede della sezione distaccata di Agraria dell'Università di Bari e nel primo decennio del '900 poteva vantare una articolata tipografia di settore. 

## Svolgimento
La fiera fu autorizzata a Barletta dalle autorità fasciste e si tenne fra l'ottobre e il novembre 1926.
All'inaugurazione partecipò il sottosegretario del Ministero dell’Economia Nazionale,
Giuseppe Bastianini, che a termine della apertura ufficiale, tenuta nel Teatro Curci il 15 novembre 1926, esclamò:

essere venuto qui prima che altrove.

Eleggo un patto: alla vostra fatica io lego tutta la mia opera e tutto il mio affetto.»
Il programma fieristico comprendeva 11 divisioni e 25 sezioni espositive. Numerosi furono gli espositori stranieri provenienti da Francia, Paesi Bassi, Regno Unito, Germania, Cecoslovacchia, Svizzera e Belgio.
Per l'occasione furono poi coniate due monete celebrative

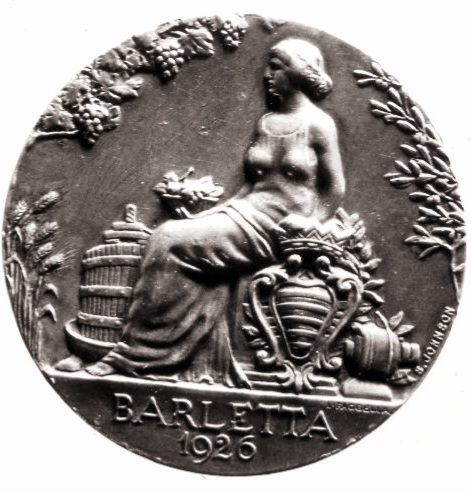
Prima medaglia commemorativa

## Galleria d'immagini

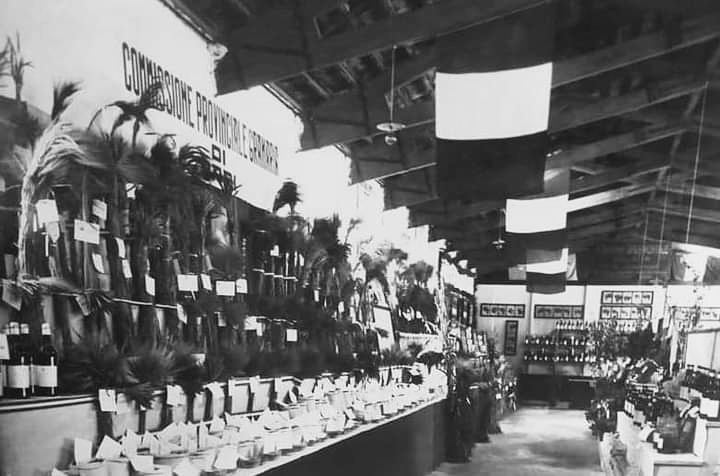
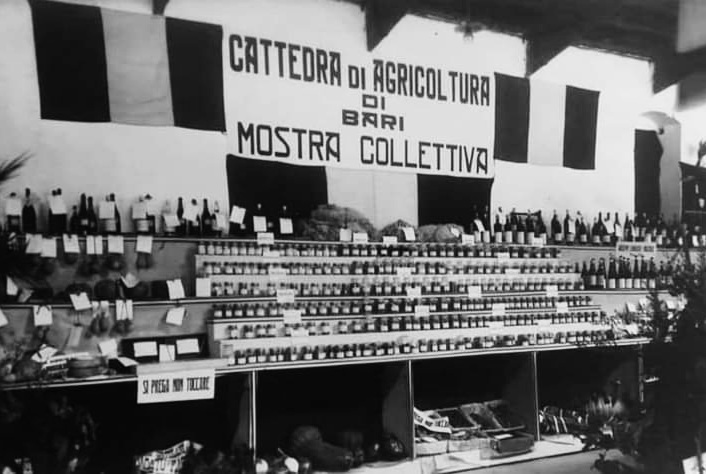
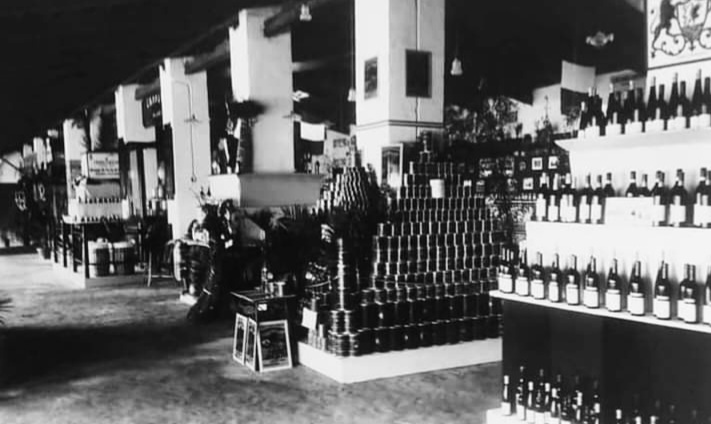
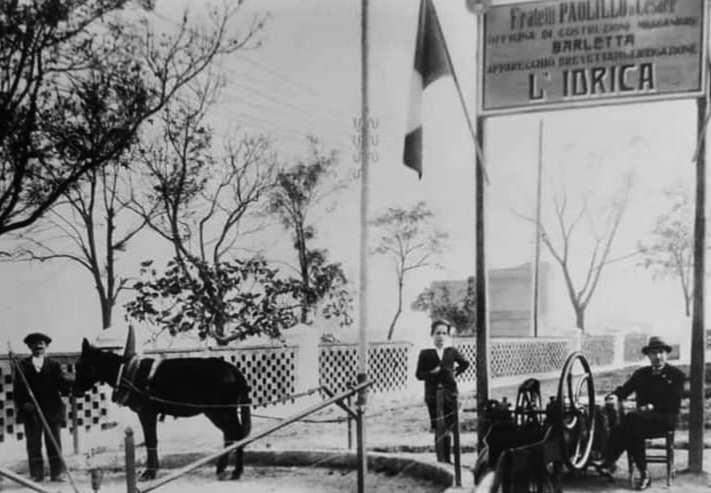
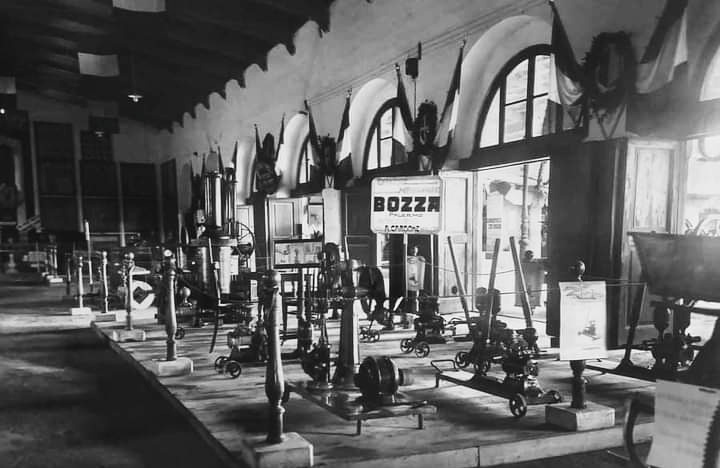
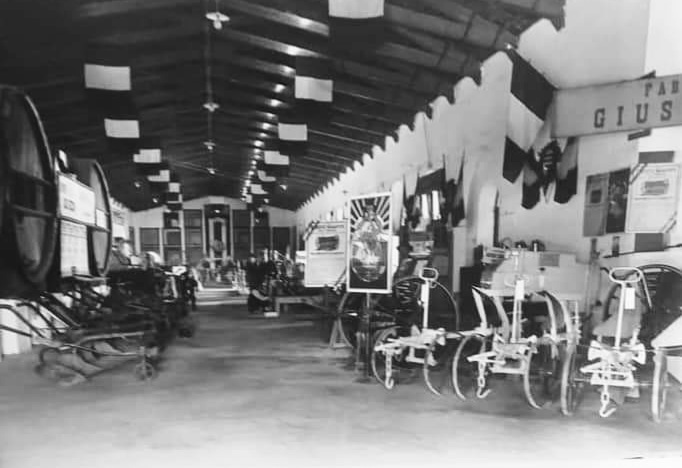
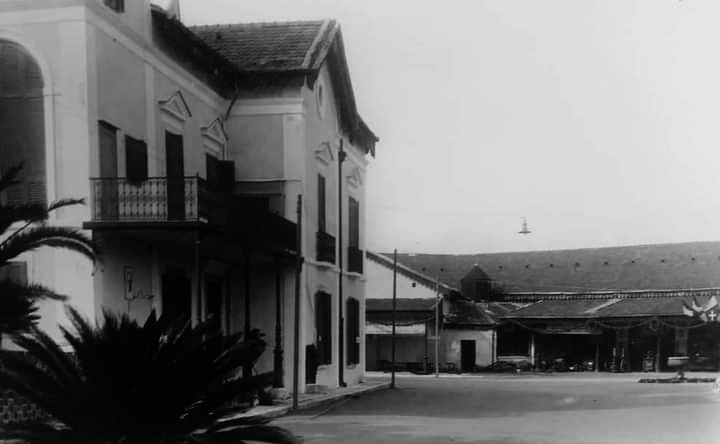
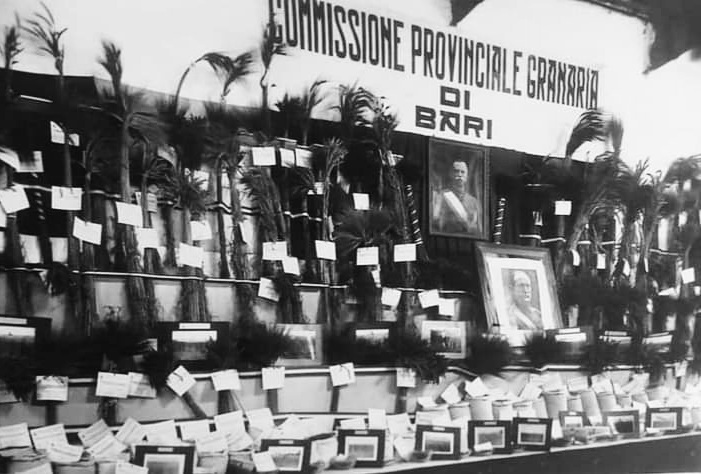
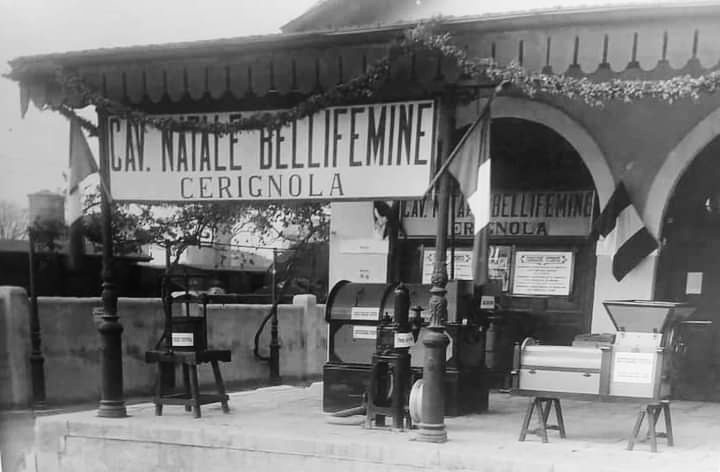
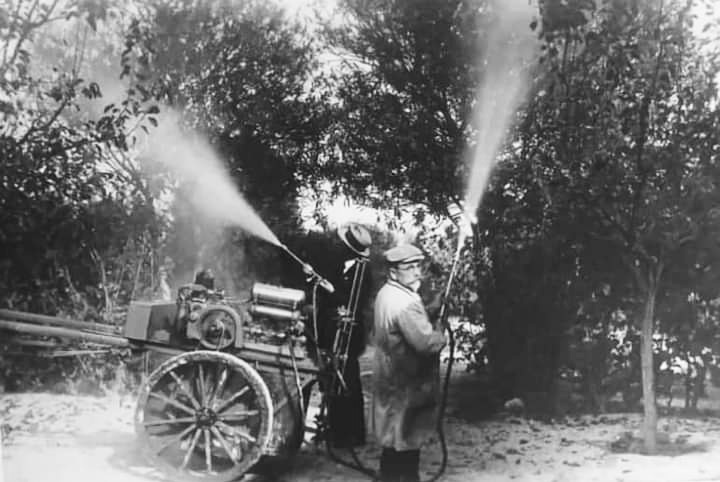
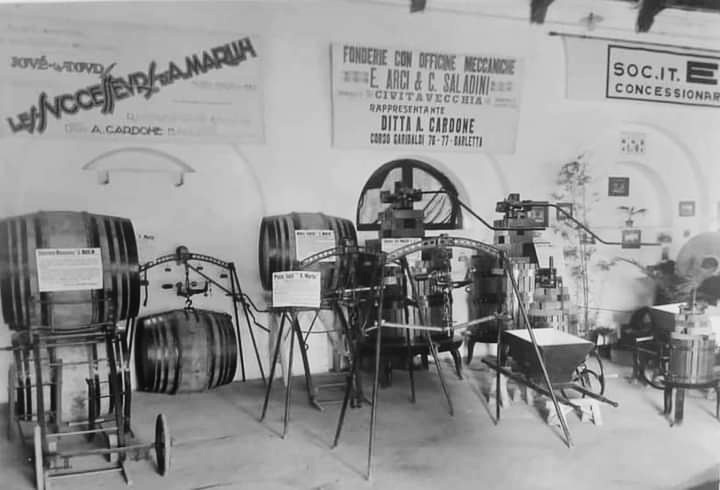
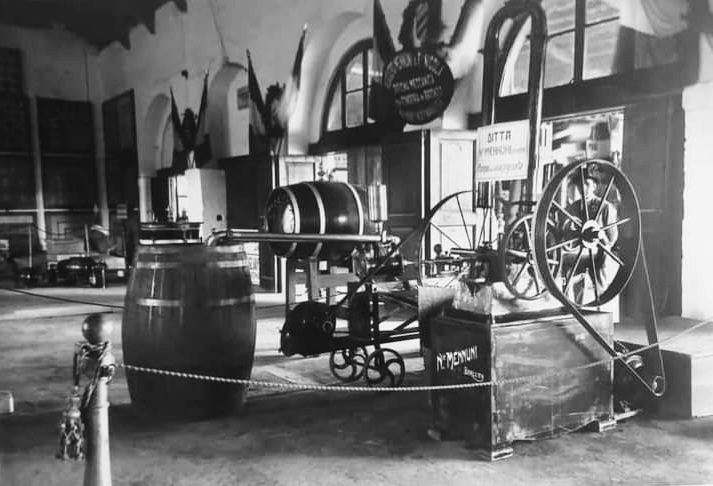
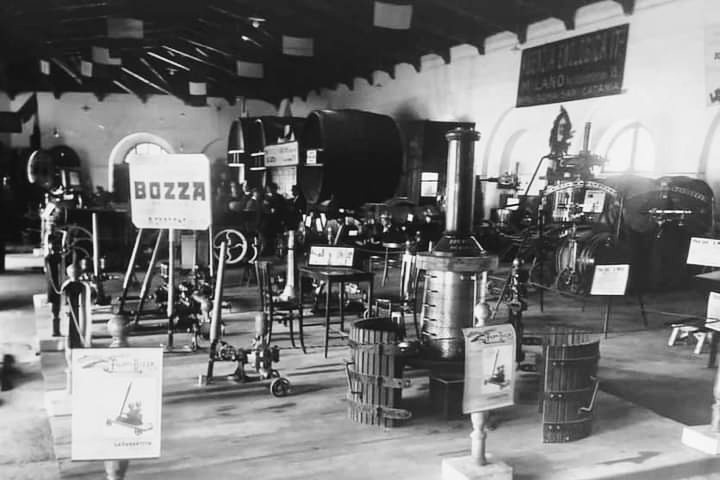